# Kresy

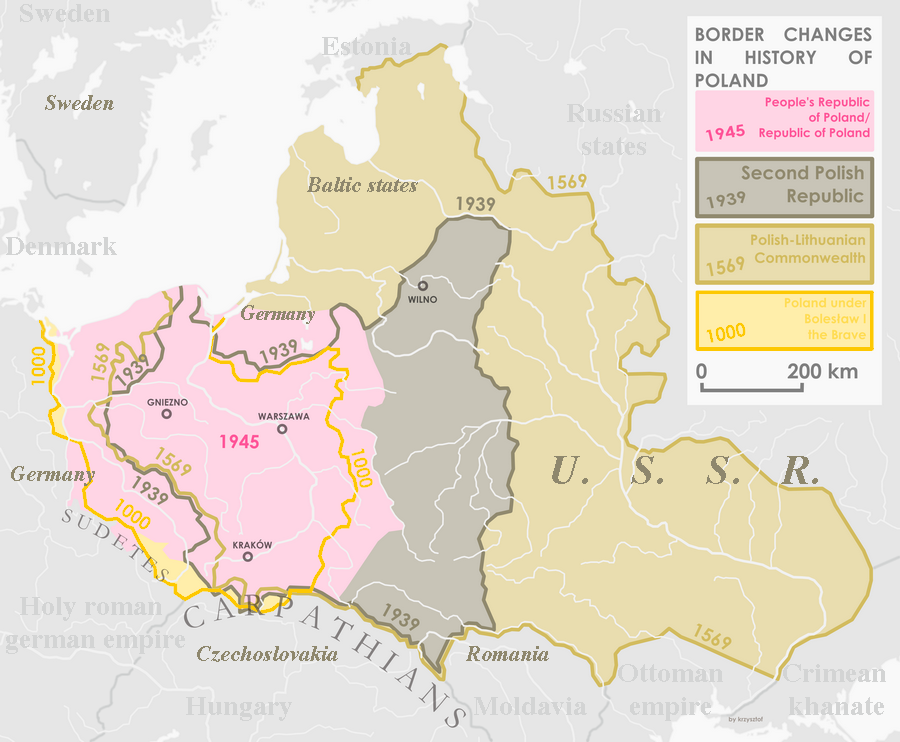
Entwicklung der polnischen Grenzen

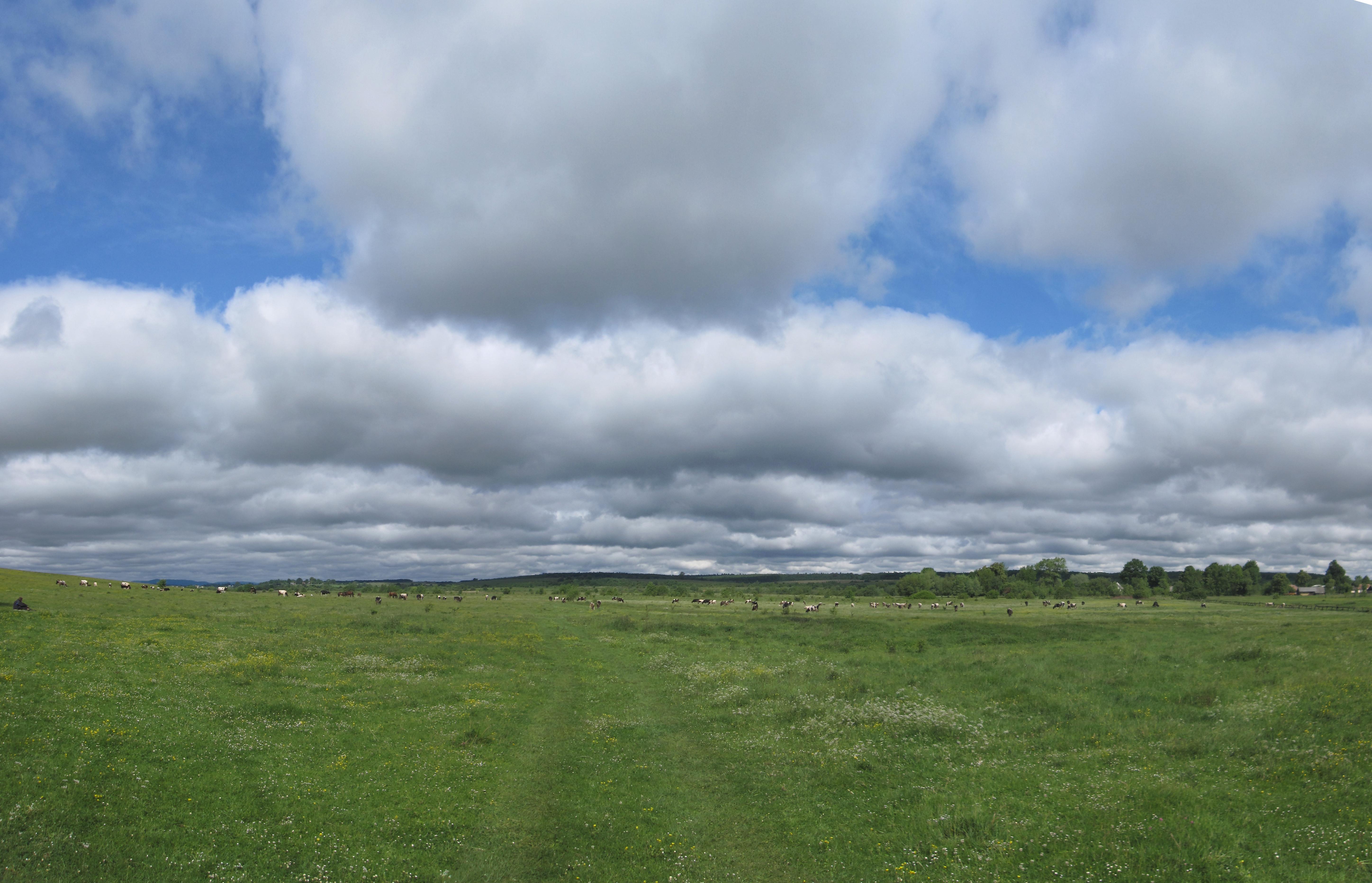
Typische Landschaftsansicht der Kresy in der westlichen Ukraine, mit weiten Grasländern und Hügeln (Sielec, Ukraine)

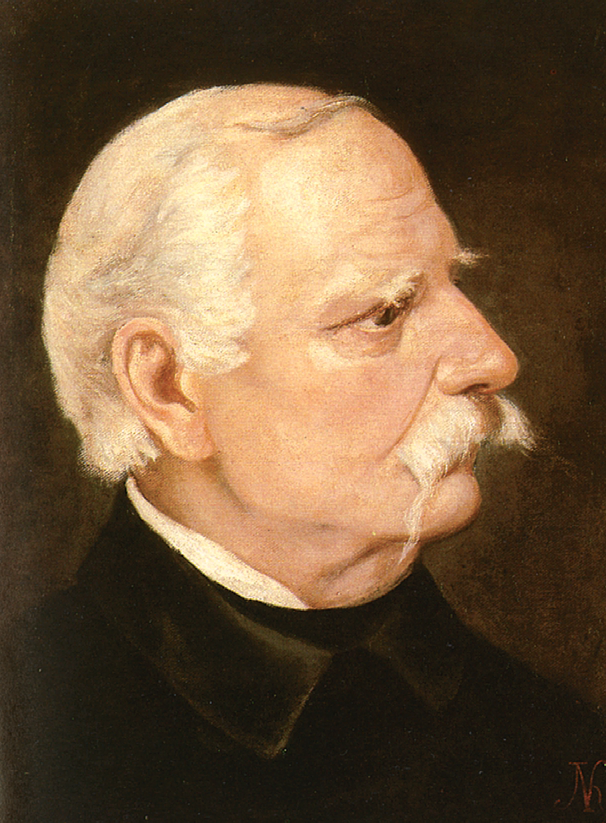
Wincenty Pol – der Schöpfer des Begriffs „Kresy“ im modernen Sinne

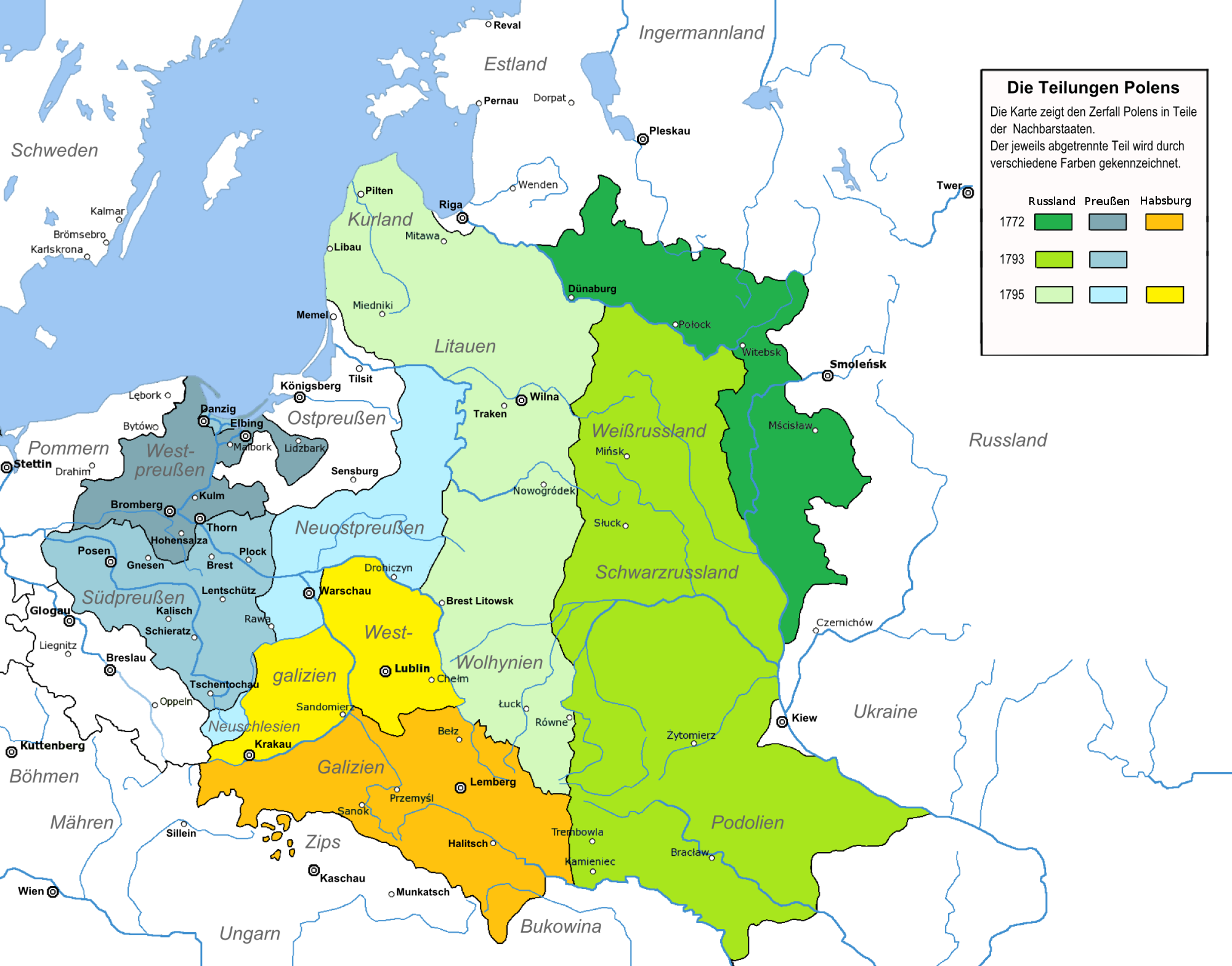
Teilungen Polens

Als Kresy ([ˈkrɛsɨ], polnisch „Grenzland“), bisweilen auch Ostpolen, wurden die nach dem Zerfall der Kiewer Rus 1240 zum Königreich Polen gekommenen ruthenischen Gebiete bezeichnet. Nach der Vereinigung mit dem Großfürstentum Litauen, zu welchem jene Territorien zu einem großen Teil gehörten, zur Königlichen Republik Polen-Litauen, verstand man darunter ab 1569 die gesamten zur polnischen Krone gehörigen östlichen Landesteile, die sich bis an den Dnepr, der die Grenze zum Khanat der Krim bildete, erstreckten. Bis zu den Teilungen Polens waren damit die östlichen Grenzregionen von Polen-Litauen gemeint, die damals auch Wildes Feld (polnisch Dzikie Pola) genannt wurden.
In der Zeit der Zweiten Polnischen Republik zwischen 1918 und 1939 bezeichnete man mit dem Begriff die östlich der späteren Curzon-Linie gelegenen Gebiete, welche zu großen Teilen in den 1920er Jahren von Polen annektiert wurden.
Im September 1939 fiel das Gebiet im Zuge des Hitler-Stalin-Paktes unter sowjetische Besetzung.
Die Territorien wurden innerhalb der Sowjetunion an die jeweiligen Sowjetrepubliken rückgegliedert und sind seit dem Zerfall der Sowjetunion  weiterhin Teil der – nun unabhängigen – Staaten Litauen, Belarus und Ukraine.

## Etymologie
Kresy ist der Plural von kres „abgegrenztes Gebiet, Bezirk, Bereich“, auch „Grenze, Begrenzungslinie“, einem seit dem 15. Jahrhundert im Polnischen gebräuchlichen Lehnwort aus dem Deutschen (Germanismus), das dt. „Kreis“ entspricht. Als Bezeichnung für die polnischen Gebiete an der Ostgrenze ist kresy indes erst seit dem 19. Jahrhundert gebräuchlich.

## Geschichte

### Polen-Litauen
Ein Teil der Kresy, damals auch Wilde Felder (poln. Dzikie Pola) genannt, war seit dem frühen 15. Jahrhundert Teil Polens. Mit der Bildung der Republik Polen-Litauen gelangten umfangreiche ruthenische Gebiete des Großfürstentums Litauen hinzu.

### Teilungen Polens
Das Jahr 1772 markiert den Anfang der russischen und österreichischen Eroberungen Ostpolens, die 1795 mit der endgültigen Teilung Polens abgeschlossen wurde. Die Teilung wurde in drei Schritten vollzogen
1. 1772 besetzte Russland etwa 92.000 km² im Osten und Österreich rund 83.000 km² im Südosten Polens. Gleichzeitig besetzte Preußen Territorien im Westen Polens.
2. 1793 besetzte Russland große Gebiete östlich der Druja-Pińsk-Zbrucz-Linie, die etwa 250.000 km² umfassten. Preußen drängte weiter nach Nordosten, wohingegen sich Österreich diesmal nicht beteiligte.
3. 1795 besetzte Russland ein rund 120.000 km² großes Gebiet östlich der Bug und der Niemirów-Grodno-Linie. Österreich und Preußen besetzten die restlichen Gebiete Polens im Süden und Westen.

Diese Periode der Geschichte Ostpolens ist geprägt von religiöser und nationaler Verfolgung, die in mehreren polnischen Aufständen gegen Russland mündete (Novemberaufstand, Januaraufstand). Nach der Niederschlagung der Aufstände wurden Verfolgung und Unterdrückung noch intensiviert. Die Annexion Ostpolens durch Russland war jedoch nicht nur in dieser Hinsicht eine nationale Katastrophe. Auch die kulturelle und soziale Entwicklung stagnierte und ging sogar teilweise auf das russische Niveau zurück. So z. B. gehörte das russisch besetzte Ostpolen zu den Regionen Europas, die am längsten von der Leibeigenschaft betroffen waren. Erst 1864 wurde sie abgeschafft (zum Vergleich: im preußisch besetzten Teil Polens und im Herzogtum Warschau wurde sie 1807 aufgehoben). Zu Beginn des Ersten Weltkriegs besetzten russische Truppen von August 1914 bis Juni 1915 weite Gebiete des zu Österreich gehörenden Teilungsgebiets.

### 1918 bis 1939
Die Wiederbegründung des polnischen Staates, der nach dem Ersten Weltkrieg in Abgrenzung von der Rzeczpospolita als „Zweite Republik“ bezeichnet wurde, war in der Geschichte der Kresy eine stürmische und kriegerische Periode. Zwischen November 1918 und März 1921 führte Polen zwei Kriege um diese Region; den Polnisch-Ukrainischen Krieg (1918–1919) sowie den Polnisch-Sowjetischen Krieg (1920–1921), der mit dem Frieden von Riga endete. Polen konnte das Kriegsziel, die historischen, nach 1772 verlorenen Gebiete zurückzuerobern, nur teilweise erreichen.

### 1939 bis 1944

#### 1939 bis 1941
Ostpolen wurde im September 1939 nicht von der Wehrmacht, sondern infolge des am 23. August 1939 in Moskau unterzeichneten Geheimprotokolls des deutsch-sowjetischen Nichtangriffspakts von der Roten Armee besetzt, nachdem zwei sowjetische Heeresgruppen am 17. September 1939 in Ostpolen einmarschierten. Die neue deutsch-sowjetische Grenze wurde am 28. September im Grenz- und Freundschaftsvertrag festgelegt und hatte bis zum Beginn des deutschen Unternehmen Barbarossa am 22. Juni 1941 Bestand.

#### 1941 bis 1944
Im Juni 1941 drangen die deutschen Truppen in wenigen Wochen mehrere hundert Kilometer nach Osten ein und besetzten somit für knapp drei Jahre auch die Kresy. Bis Januar 1944 konnte die Sowjetunion die Gebiete östlich der ehemaligen polnischen Ostgrenze vor dem 17. September 1939 zurückerobern und bis Juli 1944 die im Grenz- und Freundschaftsvertrag vom 28. September 1939 festgelegte Grenze erreichen, die fast genau der heutigen Ostgrenze Polens entspricht.

### Nachkriegszeit
Nach dem Krieg wurden die Gebiete ein Teil der Ukrainischen SSR, Weißrussischen SSR und Litauischen SSR und verblieben auch nach deren Unabhängigkeitserklärung Anfang der 1990er Jahre innerhalb ihrer Grenzen.
Nach Kriegsende lebte in den Kresy eine Bevölkerungsminderheit von rund 1,8 Millionen polnischen Staatsbürgern. Diese Polen wurden nach Kriegsende aufgefordert, freiwillig in den Westen zu ziehen, und mussten andernfalls mit der Zwangsumsiedlung rechnen. Nach 1945 siedelten sie überwiegend nach Polen um, vor allem aber in die ehemaligen Ostgebiete des Deutschen Reiches, überwiegend nach Schlesien. Dennoch existiert in dem Gebiet nach wie vor eine polnische Minderheit.